# Patricio Rodríguez (baloncestista)
Patricio Rodríguez Lo Calzo (San Nicolás de los Arroyos, Provincia de Buenos Aires, 29 de diciembre de 1984) es un exjugador de básquetbol argentino que se desempeñaba en la posición de escolta. Desarrolló una larga carrera como profesional, que lo llevó a jugar en clubes de la máxima categoría profesional de Argentina, Italia y Bolivia, además de haber integrado equipos de categorías menores. Representó a su país a nivel internacional como juvenil. 

## Trayectoria

### Clubes
| Club                      | País      | Año         |
| ------------------------- | --------- | ----------- |
| Regatas de San Nicolás    | Argentina | 2000 - 2003 |
| Roseto                    | Italia    | 2003        |
| Scafati Basket            | Italia    | 2004 - 2005 |
| Sutor Basket Montegranaro | Italia    | 2005 - 2006 |
| Boca Juniors              | Argentina | 2006        |
| Obras Basket              | Argentina | 2006 - 2007 |
| El Nacional Monte Hermoso | Argentina | 2007 - 2008 |
| Ben Hur                   | Argentina | 2008        |
| Obras Basket              | Argentina | 2009        |
| Sionista                  | Argentina | 2009 - 2011 |
| Alianza Viedma            | Argentina | 2011 - 2012 |
| San Martín de Corrientes  | Argentina | 2012 - 2013 |
| Monte Hermoso Basket      | Argentina | 2013 - 2014 |
| Ciclista Juninense        | Argentina | 2014 - 2015 |
| Lanús                     | Argentina | 2015 - 2017 |
| CAN                       | Bolivia   | 2017        |
| Estudiantes de Olavarría  | Argentina | 2017 - 2018 |
| Unión de Santa Fe         | Argentina | 2018 - 2019 |
| Estudiantes de Olavarría  | Argentina | 2019 - 2020 |
| Regatas de San Nicolás    | Argentina | 2021 - 2024 |

## Selección nacional
Rodríguez fue miembro de los seleccionados juveniles de baloncesto de Argentina, llegando a formar parte del plantel que disputó el Campeonato FIBA Américas Sub-19 de 2002 y el Campeonato Mundial de Baloncesto Sub-19 de 2003 como parte de una camada en la que también estaban Leonardo Mainoldi, Juan Pablo Figueroa y Axel Weigand entre otros futuros jugadores destacados.